# Jackie Allen
Jackie Allen es una vocalista de jazz estadounidense.  Influenciada por los cantantes de jazz, folk y pop, Allen es conocida por sus interpretaciones de baladas de jazz clásico. Según el crítico Scott Yanow, ella resalta "la belleza de las letras".  El crítico Thom Jurek dijo: "su repertorio con más material orientado al pop es completamente distintivo e incluso innovador, ya que no hay otra cantante que diga las frases como ella".

## Trayectoria

### Infancia y formación
Allen nació en Milwaukee, Wisconsin y creció en McFarland , un suburbio de Madison.  Ella creció en una familia musical. Su padre era intérprete de tuba de Dixieland y sus hermanos tocaban instrumentos de metal. Allen tocaba el corno francés. Estudió canto y jazz en la Universidad de Wisconsin en Madison, luego regresó a Milwaukee, donde actuó con Melvin Rhyne.

### Carrera musical
Cuatro años más tarde se mudó a Chicago e hizo su primer álbum, Never Let Me Go (1994), para el sello discográfico Lake Shore Jazz. Sus sidemen fueron el pianista Brad Williams, el saxofonista Edward Petersen y el bajista Larry Gray.  Después conoció a la pianista Judy Roberts, e hicieron dos álbumes juntas, Santa Baby y Autumn Leaves . 
El productor Ralph Jungheim llevó Allen a Los Ángeles para grabar Which con músicos de primera fila, incluyendo Red Holloway, Gary Foster, y Bill Cunliffe, que sirvió como el director musical de la grabación. El proyecto fue exitoso y el sello envió a Jackie y su grupo a una gira asiática, incluida una aparición como los primeros artistas de jazz en tocar en el Festival de Música de Beijing. 
En 1999 comenzó a actuar en un dúo con Hans Sturm. Actuaron en el Festival Fringe de Edimburgo, donde Frank Proto los escuchó y los invitó a grabar para su sello Red Mark. Dave Nathan escribió sobre la grabación en All Music Guide: "Este álbum aumenta la combinación de voz / bajo.  Exige una escucha seria y comprometida.  Landscapes: Bass Meets Voice te dejará sin aliento ".
Desde el 2002, Allen ha actuado y grabado principalmente con un conjunto que incluye a John Moulder (guitarra), Dane Richeson (percusión) y Hans Sturm (bajo) con la adición de Ben Lewis, Laurence Hobgood o Tom Larson (teclados), Orbert Davis o Tito Carillo (trompetas), y Steve Eisen (instrumentos de viento de madera).  Produjo The Men in My Life con Eric Hochberg y fue fichada por el sello A440 de Chicago en 2003. El sello la firmó para hacer una grabación adicional, Love Is Blue, producida por Rob Mathes y lanzada al año siguiente. Después de dejar A440, firmó con Blue Note Records y, una vez más, trabajando con Eric Hochberg, lanzó Tangled (2006).  Salió del sello después de que EMI / Blue Note se vendiera en 2007 a Terra Firma. 
En 2008, la Orquesta Sinfónica de Muncie en Indiana se acercó a Allen para crear un proyecto para su 60.º aniversario. El resultado fue el álbum en vivo de 2009 Starry Night, que presenta a la banda de Allen con la sinfónica en un programa con temas de estrellas organizado por John Clayton, Frank Proto, Bill Cunliffe, Mark Buselli y Matt Harris. 
Después de mudarse a Lincoln, Nebraska en 2011, Allen continuó haciendo giras y grabando para el pequeño sello Avant Bass.  My Favorite Color (2014), una colección de estándares nuevos y antiguos, fue su primer lanzamiento de estudio desde Tangled. Christopher Loudon, al escribir para Jazz Times, comentó: "La ausencia de ocho años del estudio de grabación no ha hecho nada para disminuir el atractivo de Jackie Allen. La voz oscura, suave y sabia, es tan fascinante como siempre ".  En 2017 lanzó Rose Fingered Dawn, un conjunto de canciones originales escritas para ella por Hans Sturm, con aclamación crítica. John McDonough escribió en Downbeat Magazine que Jackie "muestra un virtuosismo pulido ... un paradigma brillante de canto de jazz sofisticado y elegante".

### Carrera docente
Allen comenzó a enseñar en Milwaukee en el Conservatorio de Música de Wisconsin en 1989 y permaneció en la facultad hasta 1992. En 1991, David Bloom la contrató para enseñar en la Bloom School of Jazz en Chicago, donde permaneció durante dos años.  Durante 12 años enseñó en la Old Town School of Folk Music . 
Elmhurst College invitó a Allen a unirse a su facultad en 2002, y se quedó allí hasta 2005, cuando la Universidad Roosevelt le ofreció un puesto. Enseñó en Roosevelt hasta 2008 y luego dio lecciones de jazz privadas y composición de canciones en la Ball State University, el Centro Cornerstone para las Artes y el EB Ball Center en Indiana. 
En 2011 se mudó a Nebraska y enseñó en la Universidad de Doane y en la Universidad de Nebraska – Lincoln. 
Allen también enseñó una clase de canto como un proyecto de ayuda comunitaria, ayudando a pequeños grupos de estudiantes adultos a aprender a cantar en público.

## Discografía

### Como líder
- 1994: Never Let Me Go (Lake Shore Jazz)
- 1999: Landscapes: Bass Meets Voice (Red Mark)
- 1999: Which (Naxos Jazz)
- 2000/02: Santa Baby with Judy Roberts (RA)
- 2001: Autumn Leaves with Judy Roberts (RA)
- 2003: The Men in My Life (A440)
- 2004: Love Is Blue (A440)
- 2006: Tangled (Blue Note)
- 2009: Starry Night (Avant Bass)
- 2014: My Favorite Color (Avant Bass)
- 2017: Rose Fingered Dawn (Avant Bass)